# Södermanlands runinskrifter 154
Runinskrift Sö 154 eller "Skarpåkersstenen", är en runsten vid Lindö gård i Runtuna socken och Nyköpings kommun. Den är placerad framför västra magasinsbyggnaden där södra infartsvägen slutar vid gårdens park.

## Stenen
Stenen hittades år 1883 i Skarpåkers gärde, men flyttades till Lindö år 1883, och restes på nuvarande plats år 1928. Den är troligen en av två år 1683 i Skarpåker omnämnda runstenar.
Stenen hittades 1883 i Skarpåkers gärde, invid vägen till Trehörningen, strax öster om Sö 159. Troligen är det samma runsten som står omnämnd i litteraturen redan 1683, innan den föll omkull och begravdes i den åker där den påträffades söndersprängd i ett flertal bitar år 1910. Bitarna tillvaratogs av runologen Boije och 1912 är Skarpåkersstenen omnämnd av Otto von Friesen. Därefter fördes den av greve Cronstedt till Lindö och blev åter liggande fram till 1929 då den lagades och restes vid gården allé. Ornamentiken är konstnärligt utförd med en runorm som inramar ett skepp, vars mast övergår i ett stort ornamentalkors. Korset i Ringerikestil bildar ett segel som täcker stenens övre mittyta.

## Inskriften
Translitterering av runraden:
§P kunar : raisþi : stain : þansi : at lyþbiurn : sun : sin : iarþsalr ifna uk ubhimin 
§Q kunar : raisþi : stain : þansi : at lyþbiurn : sun : sin : iarþ sal rifna uk ubhimin
Normalisering till runsvenska:
§P Gunnarr ræisþi stæin þannsi at Lyðbiorn, sun sinn. Iarðsalr hifna ok upphiminn. 
§Q Gunnarr ræisþi stæin þannsi at Lyðbiorn, sun sinn. Iarð skal rifna ok upphiminn.
Översättning till nusvenska:
Gunnar reste denna sten efter Lydbjörn, sin son. Jorden ska rämna och himlen därovan.
Med undantag för de två sista raderna innehåller stenen en för tiden konventionell runinskrift, där stenen dedikeras som ett minnesmärke till en Lydbjörn, son till Gunnar. De två sista raderna innehåller en anmärkningsvärd referens till en för dåtidens människor välkänd dikt om Ragnarök. Nästan identiska formuleringar hittas i andra forna diktverk, bland annat i Völuspá. Den är skriven med danska runor utom i slutet där stavlösa hälsingerunor användes på grund av platsbrist.

### Fotnoter
1. ↑  Fornminnesregistret: 297:1
2. ↑  Fornminnesregistret: 71:1
3. 1 2  Fornnordiskt Lexikon, Åke Ohlmark, 1993, Tiden, ISBN 91-550-4044-6
4. 1 2  Samnordisk runtextdatabas, Sö 154, 2014
5. ↑  Elias Wessén, Erik Brate, red (1924-1936). Sveriges runinskrifter. Bd 3, Södermanlands runinskrifter. Stockholm: KVHAA. http://www.raa.se/runinskrifter/sri_sodermanland_b03_h01_text_2.pdf